# 重高小八
重高 小八（しげたか こはち、1895年〈明治28年〉5月10日 - 2005年〈平成17年〉7月3日）は、男性長寿日本一だった広島県東広島市（旧豊栄町）の男性。

## 概要
2004年7月、村上藤太郎の死去により、109歳82日で男性長寿日本一となる（厚生労働省発表、2004年8月2日）。2004年9月発表の上位100人の名簿では39位であった。2004年9月時点では体調を崩しているが、食事の際には上半身を起こし、好物の刺し身も時々食べていた。2005年7月には広島県の最高齢者となった。
2005年7月、肺炎のため三原市内の病院で死去した。110歳54日没。